# Chica Loituma

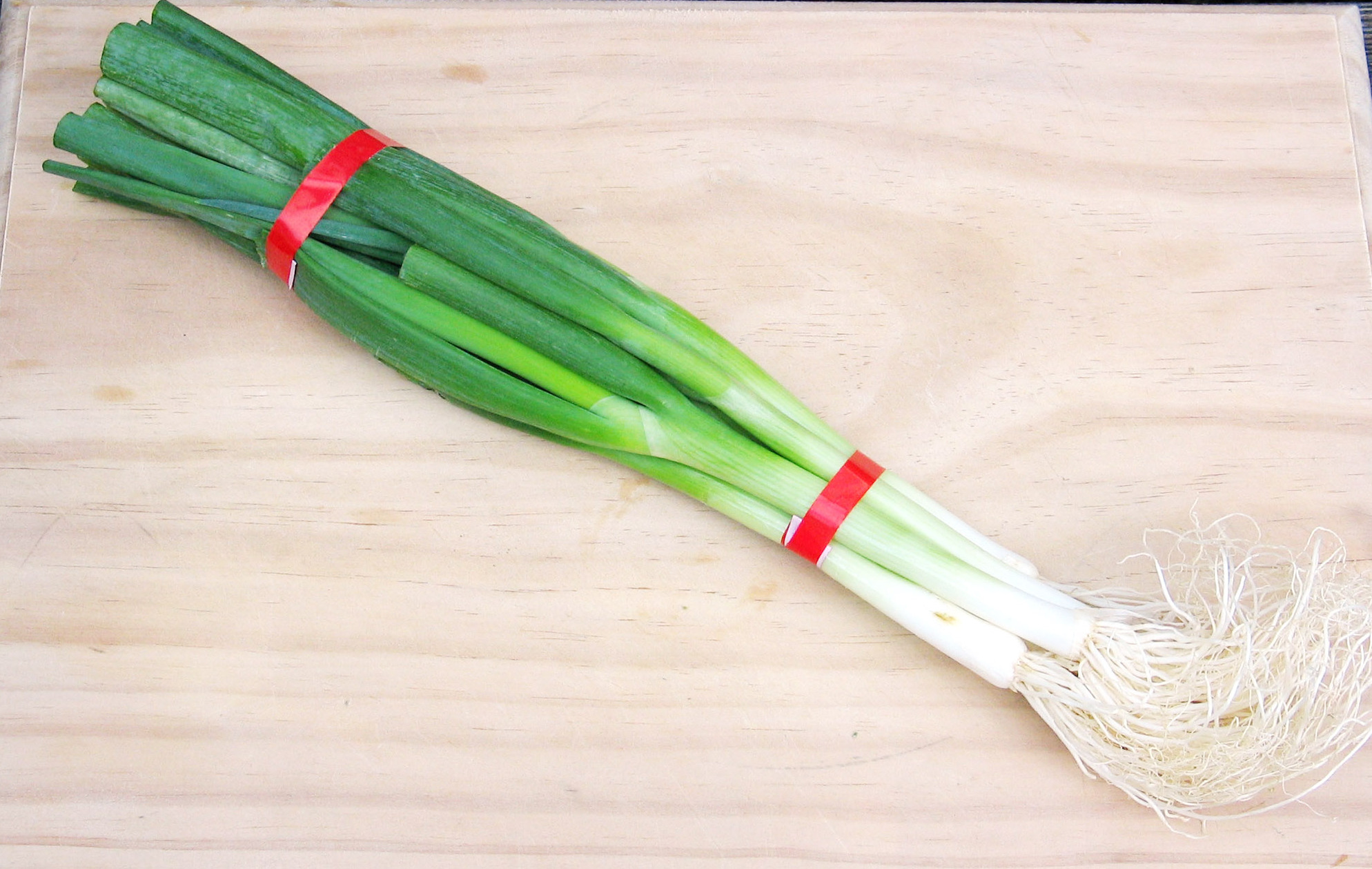
Cebolletas

La "Chica Loituma" ("Loituma Girl", también conocido como "Leekspin") es una animacion Flash para ilustrar una sección scat de la canción tradicional finesa de folk "Ievan Polkka", cantada por el cuarteto finés Loituma en su álbum debut de 1995 Things of Beauty. Apareció en Internet a finales de abril de 2006 y se hizo popular rápidamente. La animación consta de cuatro frames que muestran al personaje del anime Bleach del personaje Orihime Inoue dando vueltas un puerro, sobre un loop (o tambien llamado Gif) de 27 segundos de la canción.

## Contenido
La animación de la Chica Loituma fue tomada del episodio dos de la serie de anime Bleach, entre los minutos 12 y 14 (según la versión). En el clip, Orihime está girando una cebolleta mientras habla con Ichigo Kurosaki y Rukia Kuchiki. La escena es un ejemplo de una broma que se repite alrededor de su personaje, en la que quiere cocinar algo tan inusual que parece casi imposible de comer.
La música utilizada consiste en la segunda mitad de la quinta stanza (cuatro líneas) y la sexta stanza completa (ocho líneas) de "Ievan Polkka". A diferencia del resto de la canción, estas dos stanzas no tienen ningún significado, consistiendo principalmente de fonética inspirada en las palabras finesas, que varían de rendimiento a rendimiento y suelen estar formados sobre el terreno por el cantante (compara scat en el jazz). Estas stanzas son en general, por lo tanto no aparece páginas de letras, causando confusión a las personas que buscan la letra que coincida con la animación.
Ha habido una cierta incertidumbre sobre la naturaleza exacta del vegetal en la animación. En la versión japonesa del anime, se identifica como una cebolla de Gales, pero el doblaje americano lo identifica como un puerro, de ahí el nombre de la animación se deriva.

## Popularidad
El 10 de julio de 2006, el periódico finés Helsingin Sanomat informó que la Chica Loituma había causado un resurgimiento en la popularidad de Loituma, y la banda ha recibido miles de cartas de fanes de todo el mundo.
El miembro de la banda Timo Väänänen describe su reacción inicial al video:

Me enteré de que había algo que hacer cuando miraba las estadísticas de mi página web y luego me di cuenta que algo raro está pasando porque hay un tráfico enorme allí. Y la mayoría del tráfico provenía de Rusia y luego empecé a averiguar qué está pasando y luego me encontré este video. Y así, no tengo idea de lo que el vídeo es, y lo que esta chica está haciendo.

The World de PRI, el programa de radio cubrió la animación en un segmento, en el que señaló las cualidades de inducción y trance del clip. Patrick Macias, quien fue entrevistado en el programa, describió la animación:

Esto es básicamente una broma de alguien que pasa todo su tiempo mirando a una computadora, hecho por la gente que pasa todo su tiempo mirando a una computadora. Es posible leer los significados más profundos en ella, pero es una especie de derrota el propósito, porque al final es sólo este clip hipnótico de animación.

Como con la mayoría de los memes de Internet, hay numerosos videos, remixes y parodias que se han inspirado en la animación Flash. Estos pueden disponer del fondo animado, el clip de la canción, o de otro tipo de referencia al estilo de la animación.
En diciembre de 2010, la Operación Leakspin partía del meme "Leekspin" durante los esfuerzos de aumentar la concientización de los documentos potencialmente importantes filtrados por WikiLeaks.

## Comercialización
En agosto de 2006, el proveedor de ringtones alemán Jamba! comenzó a vender una colección multimedia basada en la animación. El video muestra a un burro antropomorfo (llamado Holly Dolly) bailando para la animación que se muestra (en forma horizontal) en el fondo. La animación se comercializa como el "Dolly Song", y la música se reproduce más rápido que la versión original de Loituma. Se le dio también un extra de 30 segundos de prefacio de tambor.
En enero de 2007, un video similar titulado "Holly Dolly - Dolly Song (Ieva's Polka)" apareció en el Top 100 de Google Video, a pesar de que ya estaba presente en Internet desde hace algún tiempo. Cuenta con el mismo burro, junto con algunas ovejas bailando y un muñeco de nieve, pero la chica del puerro giratorio en el fondo sólo está allí brevemente. En abril de 2007, una compañía de energía holandesa (Eneco) utilizó la melodía de la Chica Loituma en su comercial de TV para "ecostroom" (energía verde).
En mayo de 2007, Wrigley Company usó esta canción en su anuncio de televisión de Alemania por su goma de mascar Extra. La empresa holandesa Artiq Mobile lanzó un sitio web donde la gente puede subir videos caseros de parodia de la Chica Loituma. Los comerciales de televisión declaran que el mejor video ganará 500 euros. La compañía rumana Romtelecom usa la canción en uno de sus anuncios de Dolce, un servicio de televisión por satélite.
En octubre de 2007, McDonald's usó la canción en un anuncio de televisión de Hungría por su café McCafé.
A principios de 2009, Ready Brek (Reino Unido) usó la melodía de "Ievan Polkka" en una versión rehecha de a capella para su anuncio de cereales.
Al escribir "Loituma Girl" en el juego de 2009 DS Scribblenauts resulta una chica pelirroja girando un puerro.
En Phineas y Ferb: Tuyo el verano es, durante la canción de J-Pop (Bienvenidos a Tokyo), Isabella parodia a la Chica Loituma haciendo girar un puerro durante la canción.
Rowan Atkinson parodia el video en las post-escenas de la película Johnny English Reborn.

### Adaptación Vocaloid
En septiembre de 2007, el sintetizador de voz Vocaloid de Yamaha le dio un cambio de imagen con las series de carácter vocal, presentando a un personaje de estilo anime llamado Hatsune Miku como la mascota del software. Uno de los vídeos promocionales de la configuración inicial "Ievan Polkka" a una animación de una versión chibi de Hatsune Miku agitando una cebolleta, usando el software de Vocaloid para la voz. Hasta la fecha, el vídeo tiene más de 18 millones de visitas en Nico Nico Douga y YouTube combinados.
La popularidad de la versión de Vocaloid de "Ievan Polkka" ha llevado a la chibi Miku que aparece en el vídeo a ser tratada como un personaje independiente, Hachune Miku. Good Smile Company produjo una versión de figura de acción Nendoroid de ella.